# Dikstaartmuis
De dikstaartmuis (Pachyuromys duprasi), ook wel dikstaartgerbil genoemd, is een knaagdier uit de familie Muridae. De dikstaartmuis wordt ook gehouden als huisdier. Het is de enige soort van het subtribus Pachyuromyina en het geslacht Pachyuromys.

## Oorsprong
Dikstaartmuizen komen oorspronkelijk uit de noordelijke Sahara (noordwestelijk Egypte, Libië, Tunesië en Algerije). Daar leven ze in spaarzaam beplante zandvlakten of rotsachtige woestijnen.
In 1880 werd de dikstaartmuis ontdekt in Laghouat (Algerije) door de Franse zoöloog Fernand Lataste. Hij beschreef de soort voor het eerst uitvoerig in Le Naturaliste.
Er worden twee ondersoorten onderscheiden: Pachyuromys duprasi duprasi en de kleinere Pachyuromys duprasi natronensis (Noord-Egypte). Soms wordt er nog een derde ondersoort genoemd: Pachyuromys duprasi faroulti (West-Algerije). Maar deze ondersoort wordt meestal gezien als een synoniem van Pachyuromys duprasi duprasi.

## Uiterlijk
De dikstaartmuis is een middelgrote woestijnrat met een lichaamslengte van ongeveer 10 cm en met een staart van ongeveer 5 cm lang. De veel bekendere Mongoolse renmuis (Meriones unguiculatus) weegt vaak tussen de 70 en 80 gram. Een dikstaartmuis daarentegen weegt gemiddeld maar ongeveer 40 gram. Toch lijken ze vaak veel dikker. Deze woestijnratsoort heeft een dikke, zachte, pluizige vacht. De haren op de rug zijn geel gekleurd met een donkergrijze basis en een kleine zwart puntje. De buik is helder wit. Hun lichaam is rond en wat afgeplat en heeft geen duidelijke nek. Dikstaartmuizen hebben een scherp gezicht met grote ovale ogen. De oren van deze soort zitten laag wat het dier een vosachtige kop geeft. De poten zijn kort voor een woestijnrat.
Dikstaartmuizen lijken wat op een hamster, maar anders dan een hamster heeft de dikstaartmuis een spitse snuit en een dikke, bijna kale, knuppelvormige staart. Aan deze ongewone en opvallende staart dankt dit dier ook zijn Nederlandse naam. Een gezonde dikstaartmuis is te herkennen aan een mooie ronde dikke staart. Dankzij hun staart zijn ze ook erg makkelijk te onderscheiden van andere woestijnratten.

## Gedrag
In het wild leven dikstaartmuizen solitair (alleen) en soms in een kleine groep (moeder met jongen). In gevangenschap kunnen ze zowel solitair als met meerderen bij elkaar gehouden worden.
In het wild worden de dikstaartmuizen actief tijdens de schemering. In gevangenschap lijken de dikstaartmuizen dagdieren te zijn, hoewel ze heel veel slapen! Deze woestijnrat is korte perioden actief naast langere periodes van slaap, en ze zijn erg diepe slapers. Ze gaan soms in een stadium dat lijkt op een winterslaap, maar geen echte winterslaap is.
Dikstaartmuizen zijn erg handelbaar en zullen niet snel bijten. Volgens veel bronnen zouden gevangen wilde dikstaartmuizen met de blote hand uit de val gehaald kunnen worden zonder gebeten te worden (hoewel dat te betwijfelen valt). Dikstaartmuizen die niet gewend zijn aan mensen kunnen wel degelijk bijten, hoewel ze veel minder bijterig zijn dan bijvoorbeeld Mongoolse renmuizen en Syrische hamsters (Mesocricetus auratus).
Vrouwtjes kunnen agressief zijn naar mannetjes. In groepen dikstaartmuizen zullen ze soms vechten of ruziën over een speeltje of iets anders in het verblijf, bijvoorbeeld wie er gebruik mag maken van het looprad. Als ze ruziën piepen ze erg luid en bijten ze elkaar. Ook kan het paringsritueel van de dikstaartmuis verward worden met vechten.
Mannelijke dikstaartmuizen hebben, net zoals de meeste andere knaagdieren, een geurklier op hun buik om hun territorium te markeren door zich uit te rekken en met hun buik over de grond en spullen in hun verblijf te schuren. Hun geurmerken zijn niet waarneembaar door mensen en er komt geen merkbare geur uit hun verblijf, zoals bij hamsters en muizen.

## Voedsel
Dikstaartmuizen zijn, wat hun puntige snuit al doet vermoeden, vooral insecteneters, maar eten ook verschillende planten. Onderzoekers hebben dikstaartmuizen zien eten van de volgende planten: Anabasis articulata en Artemisia monosperma.
Dikstaartmuizen zijn echte woestijndieren en hebben leren leven in deze droge gebieden. De dikstaartmuis slaat voedsel (vet) en water op in zijn staart net zoals de kameel dat doet in zijn bulten.

## Huisvesting
Dikstaartmuizen leven in simpele holen van ongeveer één meter diep in harde zandige grond. Ze kunnen ook holen van andere soorten bewonen.

## Voortplanting
Dikstaartmuizen zijn geslachtsrijp als ze 2 maanden oud zijn, en in gevangenschap planten ze zich het gehele jaar voort. Het vrouwtje wordt maar eens in de 7 dagen bronstig. De draagtijd van de dikstaartmuis is 19-24 dagen. De gemiddelde nestgrootte is 3-5 jongen en de jongen stoppen met melk drinken op een leeftijd van ongeveer 29 dagen.
Het paringsritueel van de dikstaartmuizen is enigszins ongewoon. Zowel het mannetje als het vrouwtje staan op hun achterpoten en worstelen en maken piepgeluidjes. Ze lijken elkaar nooit echt te bijten, maar het kan er wild aan toe gaan.

## Geslachtsbepaling
Het verschil tussen een mannelijke en een vrouwelijke dikstaartmuis is net zoals bij andere kleine knaagdieren te zien aan de afstand tussen de geslachtsopening en de anus. Bij het mannetje is deze afstand veel groter dan bij het vrouwtje. Daarnaast zijn bij het mannetje de teelballen te zien. Bij vrouwtjes zijn deze natuurlijk afwezig. Rond een leeftijd van 2 weken (dan beginnen de buikharen te groeien) zijn bij een vrouwtje kale plekjes op de buik zien, dit zijn de tepels. Bij mannetjes zijn deze plekjes niet te zien. Als de haren op de buik langer worden zijn deze plekjes niet meer te zien.

## Kleurmutaties
Het lijkt erop dat in Japan en op andere plaatsen misschien de grijs- (g) of chinchilla- (cch) mutatie is opgetreden. Deze dikstaartmuis is grijzer van kleur. Maar niet iedereen denkt dat het een kleurmutatie is. Het is ook mogelijk dat deze grijze dikstaartmuizen de Egyptische ondersoort Pachyuromys duprasi natronensis zijn. De vacht van de jonge dieren van deze ondersoort zijn erg grijs, maar vervaagd als ze ouder worden naar een meer zandkleur. Sommige kruisingen van de Egyptische en de Algerijnse ondersoort hebben ook deze grijzige kleur, hoewel deze ook langzaam vervaagt, blijven ze wel wat grijzig.

## Dierhandel
In Nederland heeft dit dier aan populariteit gewonnen  als huisdier, waardoor er verschillende fokkers van dikstaartmuizen zijn. In België mogen dikstaartmuizen niet zomaar gehouden worden. In België mogen  woestijnratten van het geslacht Meriones en Gerbillus gehouden worden, andere woestijnratten, waaronder de dikstaartmuis, alleen na het verkrijgen van een vergunning.

## Levensverwachting
Exemplaren in gevangenschap van de dikstaartmuis hebben een levensverwachting tussen 5 en 7 jaar. Het is waarschijnlijk dat wilde individuen niet zo lang leven. De leeftijd van Pachyuromys duprasi kan bepaald worden aan de hand van de slijtage van de kiezen en de sluiting van de schedelnaden.